# Канцелярия Джавад-хана
Канцелярия Джавад-хана — историческое здание, построенное по приказу Гянджинского хана Джавад-хана. Канцелярия была построена в XVIII в. Здание является историческим памятником национального значения с 1968 года. Инвентарный номер 185.

## Описание
Канцелярия имеет прямоугольную форму. При строительстве здания использовался красный кирпич и глиняно-известковая смесь. В передней части канцелярии есть два арочных окна и дверь. Также имеется купол здания. Двор огорожен забором из красного кирпича.

## История
Здание было построено в XVIII веке по приказу Джавад-хана и являлось его канцелярией. Позже в здании действовала школа русского языка.
Канцелярия была снесена и перестроена в начале 2000-х гг.
Исторический памятник был утвержден Постановлением Кабинета Министров Азербайджанской Республики от 2 августа 2001 года № 132 и внесен в реестр недвижимых памятников истории и культуры государственного значения Азербайджана в «Взятом под государственную охрану на территории Азербайджанской Республики».